# Strzelki
Strzelki – wieś pogranicza kaszubsko-kociewskiego w Polsce położona w województwie pomorskim, w powiecie kościerskim, w gminie Stara Kiszewa.
Wieś wchodzi w skład sołectwa Wilcze Błota Kościerskie.
W latach 1975–1998 miejscowość administracyjnie należała do województwa gdańskiego.

## Historia
Strzelki (według Dr. Wojciecha Kętrzyńskiego - Nazwy Miejscowe Polskie Prus Zachodnich, Wschodnich i Pomorza wraz z przezwiskami niemieckimi, Strzelkowo), niemiecka nazwa  Strehlkau, w wieku XIX opisano jako: wieś włościańską, na Kaszubach w powiecie kościerskim, Najbliższa stacja pocztowa i parafia rzymskokatolicka w Starej Kiszewie. We wsi majątki 5 gburów  i 5 zagrodników, na łącznym areale 111 ha.  Za czasów polskich Strzelki należały  do starostwa kiszewskiego. Według lustracji pruskiej komisji katastralnej z roku 1772 było tu  3 włościan, Niemców. Wizytacja kościelna  biskupa Józefa Rybińskiego z roku 1780 wykazała 12 mieszkańców ewangelików i 1  mieszkańca wyznania rzymskokatolickiego. W 1885 roku było tu  8 domów i 7 dymów, 46 mieszkańców wyznania ewangelickiego. Uwłaszczenie włościan nastąpiło tu w 1819 roku.